# Black Desert
Black Desert — игра в жанре AMMORPG от разработчиков PearlAbyss. В России разработчик выступает в роли издателя и предоставляет игру условно бесплатно.

## Игровой процесс
Боевая система представляет собой Non-target action с активным блоком, возможностью уворачиваться и комбо-системой, в которой комбо составляются на лету.

### Мир и структура
- Дизайн мира выполнен в духе периода перехода от Средневековья к эпохе Возрождения. Выбор обусловлен тем, что это было время реформ, исследований и открытий.
- Игровой мир Black Desert — бесшовный открытый мир.
- Открытые подземелья, для прохождения группой и в одиночку.
- Недвижимость в Black Desert имеет своё собственное физическое пространство, имеется возможность приобрести собственный особняк и обустроить интерьер.
- В игре предусмотрены климатические зоны, для комфортного нахождения в которых понадобится соответственная одежда.
- Реализована полноценная смена времени суток.
- Реализована система динамической погоды, не привязанная к определённой локации (циклоны перемещаются по карте); в каждом регионе уникальные погодные условия, такие как шторм, снег, дождь, тайфун и т. д. Погода влияет на поведение монстров.
- По словам разработчиков, мир Black Desert примерно в четыре раза больше, чем мир World of Warcraft[источник не указан 290 дней].
- Игровой мир Black Desert заселен различными фэнтезийными расами, такими как эльфы, гномы, полурослики, гоблины, великаны, шай и др.

### Персонажи, расы и классы
На момент конца 2014 года в корейской версии игры реализовано 8 игровых классов (к выходу игры в России было доступно 5 игровых классов), к 2022 году количество классов достигло 26. У каждого класса есть индивидуальное дерево навыков, максимальный уровень персонажа отсутствует.
Каждый класс может иметь полностью уникальный билд благодаря подбору экипировки, выбору уникальных модификаций навыков, камней инкрустации, бафов от кулинарии и алхимии, использования интерьера дома, алхимических камней и артефактов. В игре нет полностью вспомогательных классов (бафферы и лекари) и разделения классов на профессии.

### Особенности
- Улучшенная графика благодаря ремастерингу игры в августе 2018 года[6].
- Открытый мир, созданный на основе самостоятельно разработанного игрового движка.
- Open world PVP, возможность напасть на любого игрока вне безопасной зоны. Система кармы за агрессивное поведение, НПС стражники для поддержания порядка, и отдельные «города бандитов».
- Боевая система non-target.
- Каждый класс может использовать до трех разных видов оружия одновременно.
- Битва за узлы и захват территории, с наградами за участие.
- Разнообразный ремесленный контент: торговля, рыбалка, укрощение, алхимия, кулинария, сбор, охота и др.
- Знания и дружба с NPC. Получить знания можно в ходе битвы, исследования, либо в диалоге с NPC.
- Система энергии и влияния, экономика как индивидуальных игроков, так и гильдий с альянсами.
- Морской контент, включающий в себя новые континенты, города, моря, океан, путешествия, рыбалку, охоту, сражения с пиратами и морскими чудовищами.
- Система данжей, представляющая собой головоломки для группы людей.

## История разработки
- 2010 год — начало полномасштабной разработки игры;
- октябрь 2013 года — первый этап корейского ЗБТ;
- апрель 2014 года — второе ЗБТ[7];
- сентябрь 2014 года — третье ЗБТ;
- 17 декабря 2014 года — старт корейского ОБТ;
- конец 2014 года — выход на корейский игровой рынок;
- 16 мая 2015 года — запуск японского ОБТ;
- 28 мая 2015 — 31 мая 2015 — первое российское ЗБТ;
- 15 сентября 2015 — 21 сентября 2015 — финальный этап российского ЗБТ[8];
- 12 октября 2015 — начало открытого бета теста игры;
- 2015 год — релиз русского клиента игры;
- 2016 год — выход английского клиента игры Black Desert.

В Black Desert используется собственный движок (Black Desert Engine).

## Критика
| Сводный рейтинг    | Сводный рейтинг                     |
| Агрегатор          | Оценка                              |
| ------------------ | ----------------------------------- |
| GameRankings       | 71,92 %                             |
| Metacritic         | PC: 73/100 XONE: 75/100 PS4: 61/100 |
| Иноязычные издания |                                     |
| Издание            | Оценка                              |
| GameSpot           | 7/10                                |
| IGN                | 7,0/10                              |

Летом 2018 года, благодаря уязвимости в защите Steam Web API, стало известно, что точное количество пользователей сервиса Steam, которые играли в игру хотя бы один раз, составляет 1 413 060 человек.